# Allone Abba
Allone Abba (hebr. אַלּוֹנֵי אַבָּא; ang. Allonei Abba) – moszaw położony w Samorządzie Regionu Emek Jizre’el, w Dystrykcie Północnym, w Izraelu.

## Położenie
Moszaw Allone Abba jest położony na wysokości od 140 do 175 m n.p.m. na stokach wzgórz zamykających od północnego zachodu intensywnie użytkowaną rolniczo Dolinę Jezreel, w Dolnej Galilei, na północy Izraela. Zbocza wzgórz są porośnięte lasami. Stoki opadają w kierunku południowo-wschodnim. Na południe od osady płynie strumień Betlejem. W jego otoczeniu znajdują się miasteczka Kirjat Tiwon, Basmat Tab’un, Ka’abije-Tabbasz-Hajajre, Zarzir i Ramat Jiszaj, kibuc Allonim, moszawy Bet Lechem ha-Gelilit, Bet Sze’arim i Sede Ja’akow, oraz arabska wioska Manszija Zabda.
Allone Abba jest położony w Samorządzie Regionu Emek Jizre’el, w Poddystrykcie Jezreel, w Dystrykcie Północnym Izraela.

## Historia

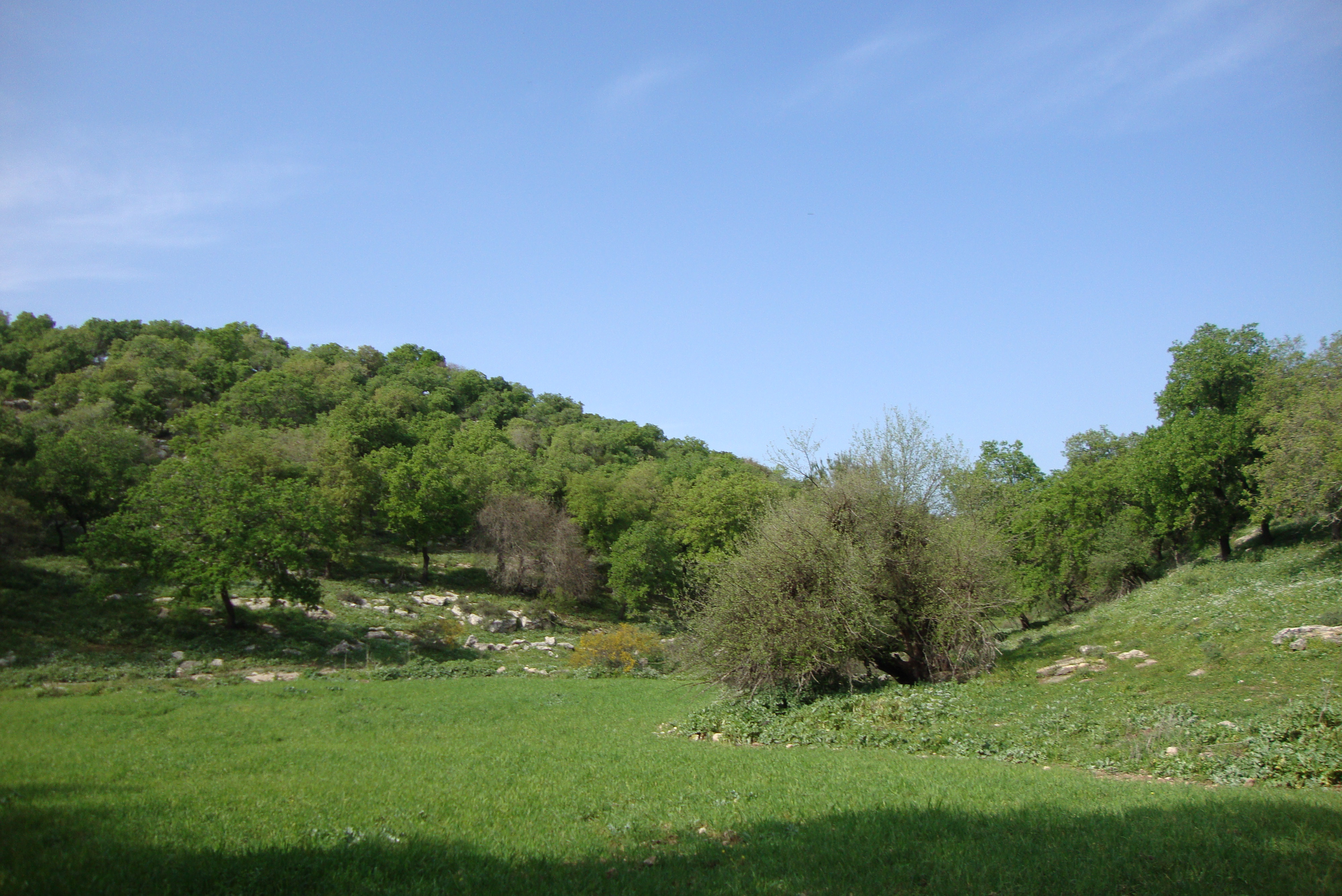
Rezerwat przyrody Allone Abba

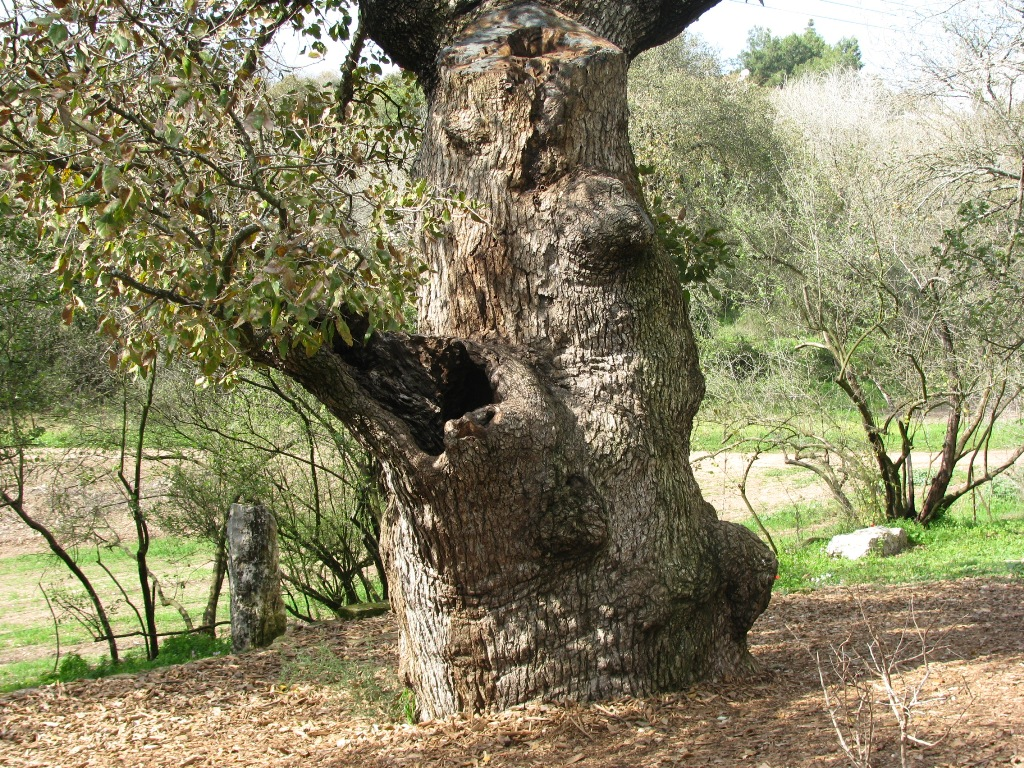
Stare drzewa przy moszawie

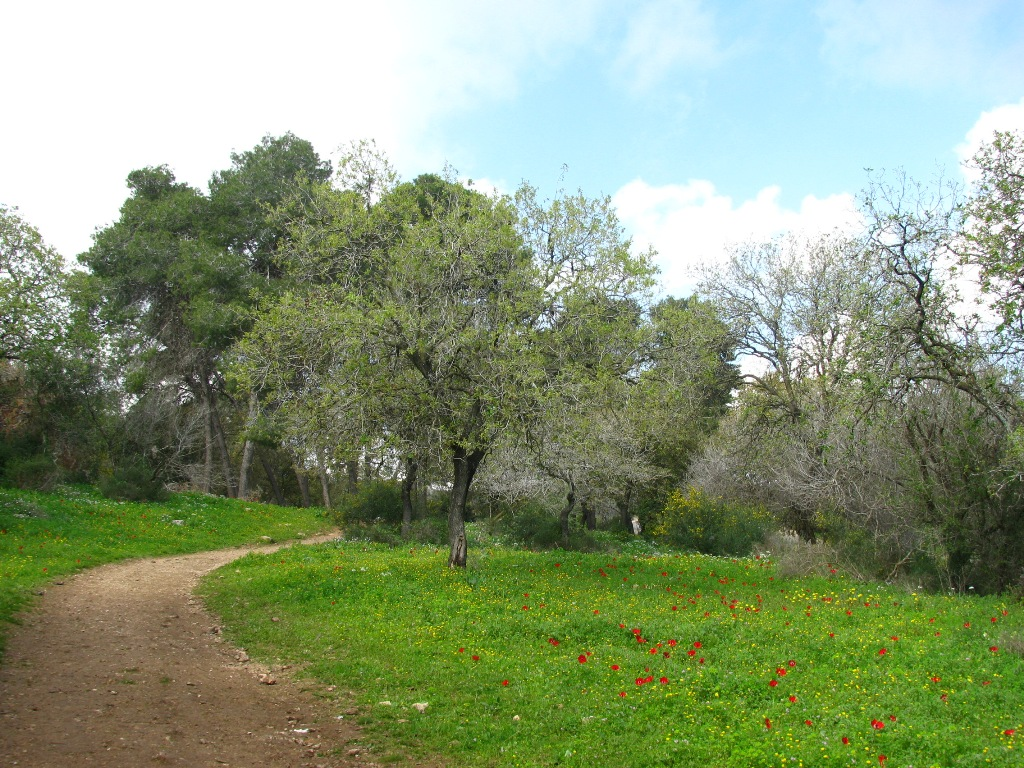
Tereny parku przy moszawie

Pierwotnie w miejscu tym znajdowała się wioska Waldheim (pol. Dom Lasu), którą w dniu 6 października 1907 roku założyli członkowie niemieckiej grupy chrześcijańskiej Templers (niem. Tempelgesellschaft), która wywodziła się z Ewangelickiego Kościoła Unii Staropruskiej. W samym Cesarstwie Niemieckim grupa Templers była uznawana za sektę, ponieważ jej członkowie odrzucali Trójcę Świętą, nie uznawali boskości Chrystusa i nie przyjmowali sakramentów. Pomimo to, osiedlający się w Palestynie templariusze zyskali znaczące wsparcie finansowe i ideologiczne niemieckich luteran i kościołów ewangelicko-unijnych. W ten sposób, w Hajfie mieszkały obok siebie dwie zwaśnione grupy niemieckich ewangelików. Między nimi narastała wzajemna nieufność i pojawiały się liczne spory. To właśnie te czynniki, wraz ze wzrostem urbanizacji i liczby mieszkańców Hajfy, skłonił niektórych członków tej społeczności do wyprowadzenia się na wieś i szukania nowego miejsca zamieszkania. Bank kredytowy społeczności ewangelickiej w Hajfie (Gemeinde Haifa GmbH) wyłożył 170 tys. franków na wykupienie gruntów arabskiej wioski Umm al-Amad. Następnie refinansowało ją w całości stowarzyszenie wspierające rozwój niemieckiej kolonizacji w Palestynie ze Stuttgartu (Stuttgarter Gesellschaft zur Förderung der deutschen Ansiedlungen in Palästina). Dzięki temu w 1906 roku powstała osada Betlejem Galiläa (obecnie moszaw Bet Lechem ha-Gelilit), a rok później w jej sąsiedztwie osada Waldheim. Pierwsi mieszkańcy żyli w glinianych domach dawnej arabskiej wioski Umm al-Amad. Poszukując bardziej nowoczesnych rozwiązań, inżynier Ernst August Voigt przedstawił plan budowy nowej wsi. W jej centralnym miejscu miał znajdować się kościół, a wzdłuż ulicy planowano wybudowanie 16 domów mieszkalnych. W 1909 roku niemiecka organizacja Jerusalemsverein z siedzibą w Berlinie sfinansowała budowę sieci wodociągowej. W grudniu 1913 roku obie osady (Waldheim i Betlejem Galiläa) założyły wspólną spółdzielnię mleczarską i utrzymywały duże stado bydła. Pasteryzowane mleko dostarczano do Hajfy. W 1914 roku w Waldheim zasadzono winnicę i ponad 500 drzew oliwnych. W 1916 roku wybudowano istniejący do dziś kościół ewangelicki.
W wyniku I wojny światowej w 1918 roku cała Palestyna przeszła pod panowanie Brytyjczyków, którzy w 1922 roku formalnie utworzyli na tym obszarze Mandat Palestyny. Władze brytyjskie z nieufnością podchodziły do mieszkańców Waldheim i Betlejem Galiläa, ponieważ wszyscy oni posiadali obywatelstwo niemieckie (podczas I wojny światowej Niemcy należały do państw centralnych walczących z ententą). Pomimo to, nie stwarzano żadnych większych trudności w dalszej egzystencji tych osad. Sytuacja zaczęła się zmieniać wraz ze wzrostem popularności narodowego socjalizmu i powstaniem w 1933 roku III Rzeszy. Rok wcześniej, niemiecka partia nazistowska zaczęła zakładać swoje pierwsze sekcje w Palestynie. Niektórzy z mieszkańców Waldheim również dołączyli do NSDAP, okazując w ten sposób swoje odejście od ideałów ewangelickich (w sierpniu 1939 r. około 17% Niemców w Palestynie deklarowało się jako członkowie NSDAP). Po rozpoczęciu się jesienią 1939 roku II wojny światowej, wszyscy Niemcy w Palestynie zostali uznani przez brytyjskie władze za cudzoziemców i wrogów. Osady Waldheim, Betlejem Galiläa, kolonia Sarona w Tel Awiwie i Wilhelma zostały przekształcone w obozy dla internowanych. Latem 1941 roku grupę 665 Niemców (osoby młode i dzieci) deportowano do Australii. Jednak wielu Niemców było zbyt starych lub zbyt chorych na tak daleką podróż. Również niemieccy ewangelicy odmówili wyjazdu do Australii. Pozostali oni więc w swoich osadach, i przy wsparciu internowanych Włochów i Węgrów utrzymywali produkcję rolniczą, sprzedając nadwyżki na rynku. W grudniu 1941 roku, a następnie w 1942 roku władze brytyjskie deportowały z Mandatu Palestyny kolejnych 400 Niemców (głównie kobiety i dzieci). Poprzez Turcję dotarli oni do okupowanej przez Niemców Grecji i dalej do III Rzeszy. Po zakończeniu wojny, z obozów uwolniono internowanych Włochów i Węgrów. Jednak Brytyjczycy odmówili repatriacji pozostałych Niemców do brytyjskiej strefy okupacyjnej w Niemczech, ponieważ była ona zalana setkami tysięcy uchodźców wojennych. Ponadto, większość z internowanych nie chciała powracać do Niemiec. W 1947 roku władze brytyjskie umożliwiły im na wyemigrowanie do Australii.
W poszukiwaniu skutecznego rozwiązania narastającego konfliktu izraelsko-arabskiego w dniu 29 listopada 1947 roku została przyjęta Rezolucja Zgromadzenia Ogólnego ONZ nr 181. Zakładała ona między innymi, że osada Waldheim miał znaleźć się w granicach nowo utworzonego państwa żydowskiego. Arabowie odrzucili tę Rezolucję i dzień później doprowadzili do wybuchu wojny domowej w Mandacie Palestyny. Na samym jej początku siły Arabskiej Armii Wyzwoleńczej zajęły pobliskie wioski i sparaliżowały żydowską komunikację w regionie. W dniu 17 kwietnia 1948 roku do Waldheim wkroczyli żołnierze żydowskiej organizacji paramilitarnej Hagana. Doszło wówczas do nieporozumienia z brytyjskim komendantem obozu Alanem Tilbury, w wyniku czego wybuchła strzelanina w której zginęło 2 Niemców, a jedna kobieta została poważnie ranna . Incydent ten zmusił Brytyjczyków do przyśpieszenia ewakuacji obozu, w rezultacie czego pozostałych 51 Niemców i 4 Szwajcarów przewieziono na wyspę Cypr. Opuszczoną wioskę zajęli żołnierze żydowskiej Hagany.
Grupa założycielska powstała już w 1940 roku, a część jej członków przez pewien czas była internowana w brytyjskim obozie w Atlit. Po uwolnieniu, przeszli oni w latach 1942-1948 szkolenie rolnicze w kibucu Aszdot Ja’akow. W skład grupy wchodzili imigranci z Rumunii, Czechosłowacji i Austrii. Następnie przyjechali do Doliny Jezreel i w dniu 12 maja 1948 roku na miejscu Waldheim utworzyli nowy kibuc. Początkowo nazywał się on BaMa’avak (pol. W walce). Jednak dopiero działania izraelskiej armii podjęte na początku I wojny izraelsko-arabskiej zabezpieczyły Dolinę Jezreel i umożliwiły normalny rozwój działalności rolniczej. Część mieszkańców była jednak niezadowolona z działalności kibucowej stołówki i powszechnej edukacji dzieci, w wyniku czego w czerwcu 1951 roku kibuc przekształcono w moszaw. Równocześnie zmieniono jego nazwę na obecną - na cześć Abby Berdiczewa, który uczestniczył w walkach II wojny światowej i zginął podczas misji w 1943 roku na terytorium Słowacji. Współpracował z brytyjskimi siłami specjalnymi, został jednak aresztowany przez nazistów i w 1945 roku stracony. W latach 80. XX wieku moszaw przeszedł przez proces prywatyzacji, zachowując kolektywną organizację instytucji kultury, edukacji i ochrony zdrowia. Na początku XXI wieku w południowo-zachodniej części osady wybudowano duże osiedle mieszkaniowe. Nowi mieszkańcy mogą kupować domy, bez konieczności stawania się członkami moszawu.

## Demografia
Większość mieszkańców moszawu jest Żydami, jednak nie wszyscy identyfikują się z judaizmem. Tutejsza populacja jest świecka:

## Gospodarka i infrastruktura
Gospodarka moszawu opiera się na intensywnym rolnictwie i obsłudze ruchu turystycznego. Część mieszkańców dojeżdża do pracy poza moszawem. W moszawie jest przychodnia zdrowia, sklep wielobranżowy i warsztat mechaniczny.

## Transport
Z moszawu wyjeżdża się na północ na drogę nr 7513, którą jadąc na wschód dojeżdża się do moszawu Bet Lechem ha-Gelilit, lub jadąc na południowy zachód dojeżdża się do kibucu Allonim i dalej do skrzyżowania z drogą nr 75. Lokalna droga prowadzi na północny zachód do miejscowości Kirjat Tiwon i Basmat Tab’un.

## Edukacja  i kultura
Moszaw utrzymuje przedszkole. Starsze dzieci są dowożone do szkoły podstawowej w moszawie Bet Lechem ha-Gelilit i szkoły średniej w moszawie Kefar Jehoszua. W moszawie znajduje się ośrodek kultury z biblioteką, sala sportowa, boisko do piłki nożnej i koszykówki, oraz korty tenisowe.

## Turystyka
Na terenie moszawu znajdują się stare zabudowania dawnej niemieckiej osady Waldheim. Najważniejszym zabytkiem jest kościół ewangelicki, który został wybudowany w latach 1914-1921. Prace budowlane prowadził architekt Otto Lutz. Na terenie dawnej spółdzielni mleczarskiej znajduje się obecnie winnica otoczona gajem dębów. W 1994 roku na sąsiednich wzgórzach położonych na północ od moszawu, utworzono Rezerwat przyrody Allone Abba. Chroni on unikatowy zespół leśny dębów, a także pistacji, szarańczyn strąkowych i judaszowców. Większa część rezerwatu jest otwarta dla wypasu bydła z moszawu.

## Osoby związane z moszawem
- Szelomo Arci – izraelski piosenkarz i kompozytor, urodzony w 1949 roku w moszawie.